# Río Muzat
El río Muzart (en chino, 木扎尔特河; pinyin, Muza'erte He, uigur, مۇزات دەريەسى o Muzet Deryesi) o Muzat (en chino, 木扎提河; pinyin, Muzati He) es un río que discurre por la Prefectura de Aksu de la Región Autónoma Uigur de Sinkiang de la República Popular de China, uno de los principales afluentes del río Tarim. Algunas fuentes de principios del siglo XX también le dan un nombre alternativo, el río Shah-Yar-Darya.

## Geografía
El río comienza en el glaciar Muzart (en chino, 木 扎尔特 冰川) en las montañas Tian Shan, no muy lejos del pico Khan Tengri, y fluye hacia el sureste y el este a través del condado de Baicheng, en el valle entre la cordillera principal de las Tian Shan y las montañas de la cordillera Queletage (en chino, 却 勒塔格 山), al sur. La mayoría de la población del condado de Baicheng vive en el valle regado por este río.
Mientras el río fluye hacia el este, hacia Kucha, cruza la cordillera de Queletage en un escarpado valle. Excavadas en las paredes norte del valle hay 230 cuevas y grutas, en el conocido sitio arqueológico de las cuevas Kizil.
El río ha sido represado a una corta distancia aguas arriba del sitio Kizil, formando un gran lago artificial. Con una superficie de agua de 50.000 m², el embalse ha sido descrito como "la mayor piscina" del sur de Sinkiang. Sin embargo, su construcción pudo haber destruido la posibilidad de realizar futuras excavaciones arqueológicas del área.
Más al este el río entra en una amplia llanura, donde la mayoría de su agua va a parar a canales de riego de apoyo de la agricultura de los condados de Kuqa, Toksu y Xayar. Teóricamente, el río Muzart se considera un afluente del río Tarim, pero en la práctica solamente llega al Tarim durante la temporada de las inundaciones de la primavera-verano.